# Lea Debeljak
Lea Debeljak (ur. 25 października 2001 w Lublanie) – słoweńska koszykarka, występująca na pozycji rzucającej, reprezentantka kraju, od 2023 zawodniczka House of Talents Kortrijk Spurs.

## Osiągnięcia
Stan na 13 maja 2024, na podstawie, o ile nie zaznaczono inaczej.

### Drużynowe
- Mistrzyni:
  - Ligi Adriatyckiej (2022, 2023)
  - Słowenii (2019–2023)
- Wicemistrzyni Ligi Adriatyckiej (2020)
- 3. miejsce w Lidze Adriatyckiej (2019)
- 4. miejsce w Lidze Adriatyckiej (2021)
- Zdobywczyni Pucharu Słowenii (2019–2023)
- Finalistka Superpucharu Szwajcarii (2023)
- Uczestniczka międzynarodowych rozgrywek Eurocup (2018/2019)

### Indywidualne
(* – nagrody przyznane przez portal eurobasket.com)
- Zaliczona do*:
  - I składu najlepszych nowo-przybyłych zawodniczek ligi słoweńskiej (2018)
  - składu honorable mention ligi słoweńskiej (2021)

### Reprezentacja

#### Seniorska
- Uczestniczka:
  - mistrzostw Europy (2021 – 10. miejsce, 2023 – 15. miejsce)
  - kwalifikacji do Eurobasketu (2019, 2021, 2023, 2024/2025)

#### Młodzieżowe
- Uczestniczka mistrzostw Europy:
  - U–18 (2018 – 16. miejsce)
  - dywizji B:
    - U–18 (2019 – 11. miejsce)
    - U–16 (2017 – 16. miejsce)